# 인트라무로스
인트라무로스(Intramuros)는 16세기에 스페인인들에 의해 지어진 필리핀의 수도 마닐라에서 가장 오래된 지역으로, 파시그 강 남쪽에 위치한다. 그 명칭은 직역하면 스페인어로 "벽 안에서"가 되며, 벽에 둘러싸인 도시 또는 요새를 의미하고, 또한 그 두껍고 높은 벽과 해자로 둘러싸인 구조를 표현한 것이다. 스페인 시대에는 인트라무로스가 마닐라 자체라고 생각되었다. 지금은 마닐라 입국관리국이 소재하고 있어 출입국 관련 업무를 보려는 외국인들이 많이 들르는 곳이다.

## 역사
인트라무로스의 위치는 원래 말레이계 무슬림의 대규모 거주지역인 "마이니라드(Maynilad)"로 명명된 다투, 라쟈 또는 술탄이라는 군주들에 의해 지배되고 있었다. 그 이름은 "may nilad (니라드가 자라는 곳)"에서 유래하며, 니라드(또는 니라 nila)는 별 모양의 꽃을 가진 수초로 파시그 강 강변의 저지대에 따라서 다양하게 군생하고 있다. 파시그강과 만에 접한 마이니라드의 전략적 위치는 현지의 테로그제족에게 중국, 보르네오, 인도네시아에서 와 있던 중국인과 무슬림 상인을 포함한 다른 아시아의 여러 문명과 교역하는데 있어서 이상적이었다. 마이니라드는 또한 유럽인이 처음 루손섬에 오기 전에 그 지역을 지배하고 있던 현지 족장들의 권력의 중심이기도 했다.

### 스페인 시대
1564년 미겔 로페스 데 레가스피가 이끄는 정복자들은 누에바 에스파냐(멕시코)를 출항히하여, 다음해 1565년 2월 13일 세부섬에 도착했다. 그래서 그들은 필리핀 최초의 스페인 식민지를 구축했다. 원주민들에게 마닐라의 풍부한 자원에 대해 들은 로페스 데 레가스미는 그의 부관 중 두 사람 마르틴 데 고이티와 후안 데 사르세도를 비사야 제도의 북쪽 지역을 탐사하기 위해 파견했다.
1570년 스페인 사람들은 루손섬에 도착했다. 이슬람 주민과 스페인인들 사이에 언쟁이 생겼기 때문에, 주도권을 잡고 그 지역에 영구 거주지를 설치하기에 앞서 미겔 로페스 데 레가스피는 군인들은 주민과 전쟁을 일으켰다. 다음 해인 1571년, 원주민들이 전투에서 이긴 로페즈 드 레가스미는 세 명의 족장 라자 쉴레, 라자 라칸두라 라자 마탄다와 평화 조약을 맺게 하고, 그들은 대신 스페인인들을 마닐라로 이주하게 했다.
1571년 6월 24일 마닐라의 풍부한 자원과 입지를 이용해, 미겔 로페스 데 레가스피는 그 지역을 필리핀의 스페인 식민지의 수도로 선언했다. 스페인 왕은 로페스 데 레가스피와 그의 부하들에 의해 이룩된 새로운 정복지에 마닐라의 문장과 Ciudad Insigne y Siempre Leal(유명하고 영원히 충실되는 도시)라는 칭호를 주었다. 마닐라 시의 도시 계획은 필리핀의 초대 총독이 된 로페즈 드 레가스미에 의해 시작되었다. 그는 요새와 도로, 교회, 학교를 지었다. 인트라무로스 계획은 1573년 7월 3일 산 로렌소에서 발표된 스페인 왕 펠리페 2세의 왕령에 근거한다. 그 구상은 별 모양 요새 즉 이탈리아식 요새(평탄한 구조물로 서로를 커버하기 위하여 특별히 디자인된 수많은 삼각형의 용마루 성보와 해자로 이루어진)를 기반으로, 성벽은 8발의 두꺼운 돌로 6.7m의 높은 벽을 올려 64헥타르의 면적으로 만든 것이다. 정부의 중심지를 중국 해적의 습격으로부터 보호하기 위해 건설한 것이다.
인트라무로스는 1606년 완성되어 필리핀이 스페인의 식민지였을 때, 스페인의 정치, 군사, 종교의 중심지 역할을 했다. 인트라무로스에는 일부 로마 가톨릭 교회(예 마닐라 성당과 산 아구스틴 교회), 수도원 그리고 교회가 운영하는 학교 (예 : 산토 토마스 대학, 산 후안 데 레토란 대학, 아테 네오 무니시빠루 데 마닐라 대학 (현 아테 네오 데 마닐라 대학))가 있다. 그들은 보통 도미니코 회의, 성 아우구스티노 수도회, 프란체스코, 예수회라는 수도회에 의해 운영되고 있었다. 총독의 궁전, 즉 필리핀 스페인 부왕령의 공저는 정식으로 마라카날 궁전이나 산티아고 요새에 옮겨지기 전에는 원래 인트라무로스 속에 있었다. 스페인인과 메스티소만이 정치 문제에 참여할 수 있었으며, 성벽으로 보호된 도시에 거주하는 것을 인정받았다. 스페인의 관료들은 기독교를 믿는 중국인이 내부로 들어가는 것을 인정했지만, 그들이 내부에서 사는 것은 허용하지 않았다. 대부분의 타 국가 출신과 중국계 주민들은 성벽으로 보호되지 않는 거리 밖에서 살았다.

## 같이 보기
- 성 어거스틴 성당